# Дхол (индийский барабан)
Дхол (IPA : ɖʰoːl) — название семейства двуглавых барабанов, широко используемых, с региональными вариациями, по всему Индийскому субконтиненту. Его диапазон распространения в Индии, Бангладеше и Пакистане в основном включает северные районы, такие как Пенджаб, Харьяна, Дели, Кашмир, Синд, долина Ассам, Уттаракханд, Западная Бенгалия, Одиша, Гуджарат, Махараштра, Конкан, Гоа, Карнатака, Раджастхан, Бихар, Джаркханд и Уттар-Прадеш. Ареал простирается на запад до восточного Афганистана. Схожий инструмент — дхолак или дхолки.
Музыкант, играющий на дхоле, называется дхоли.

## Этимология
Слово «dhol» происходит от санскритского слова ḍhola, означающего барабан на санскрите.